# 스킨데르하네스
스킨데르하네스(학명: Schinderhannes bartelsi 스킨데르하네스 바르텔시[*])는 독일에 있는 데본기 전기의 훈스뤽 점판암층에서 발견된 후르디아과 방사치류의 화석 종이다. 스킨데르하네스가 세상에 드러나게 됨으로써 밝혀진 방사치류의 범위를 확장시켰는데, 스킨데르하네스 이전에 발견된 최근 구성원들은 보다 최소 6,600만 년 더 이른 시기인 오르도비스기 초에 출현했다.

## 발견
단 한 점의 화석표본이 독일 라인란트팔츠주 분덴바흐에 있는 에센바흐-복스베르크(Eschenbach-Bocksberg) 채석장에서 발견되었으며 그 지역에서 활동했던 신더하네스라는 범죄자의 별칭에서 속명을 만들었다. 종소명 바르텔시(bartelsi)는 훈스뤽 전판암층의 전문가인 크리스토프 바텔스(Christoph Bartels)의 이름에서 왔다. 이 표본은 현재 마인츠의 마인츠 자연사 박물관에서 보관하고 있다.

## 특징

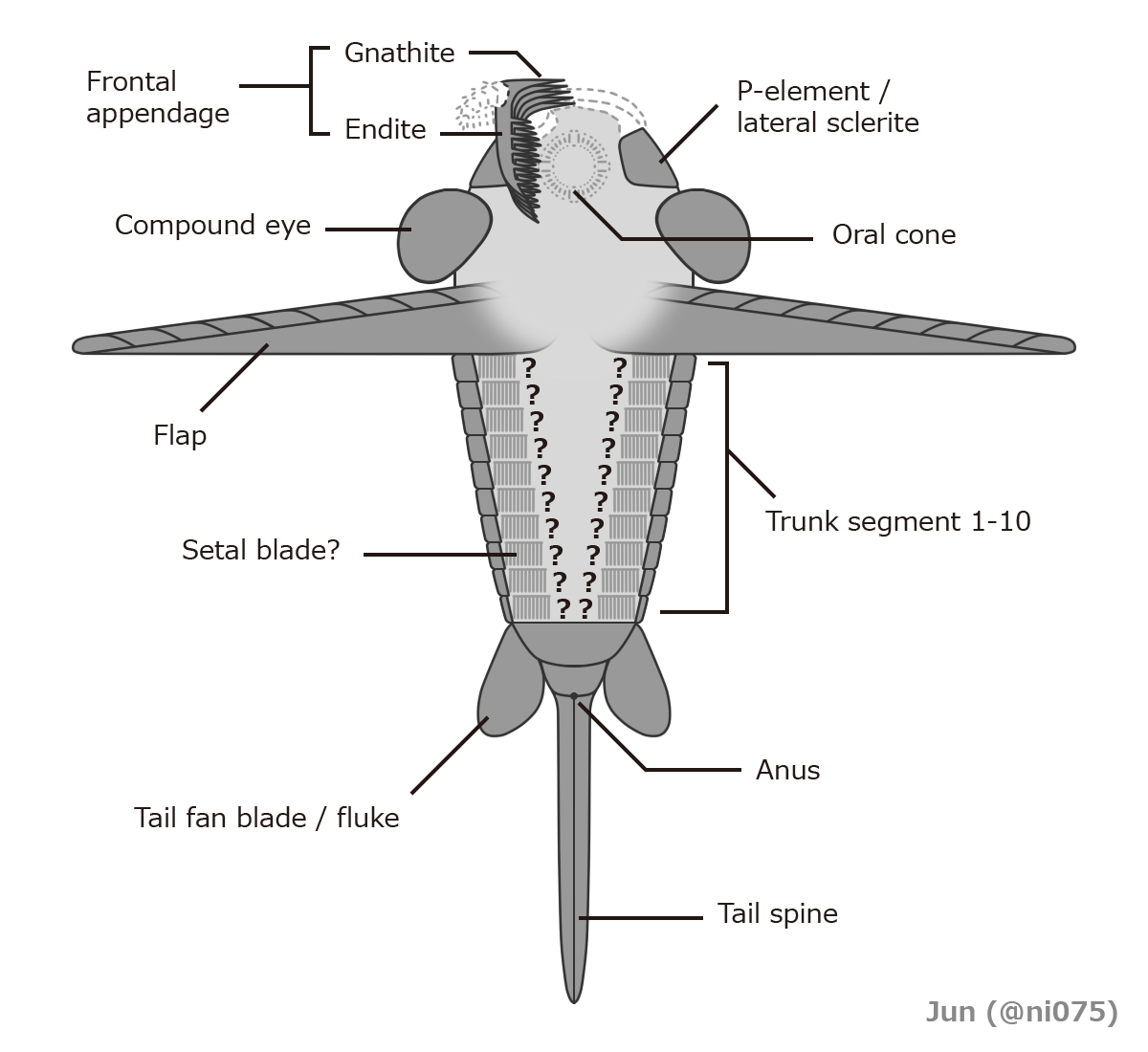
2010년대 후반의 재해석에 따른 스킨데르하네스의 바닥면 형태

스킨데르하네스는 전체 몸길이가 약 9.8cm이며 (꼬리가시를 제외하면 6.8cm이다.). 다른 방사치류들처럼 머리에는 한 쌍의 가시 달린 전방부속지, 방사형으로 배열된 아랫면의 구기(구주), 그리고 한 쌍의 커다란 겹눈이 양 옆에 달린다. 전방부속지와 구주의 세부 형태는 제한된 보존 때문에 모호하지만 전자의 경우 전형적인 후르디아류의 특징이 나타난다.(예: 거의 같은 크기의 칼날 모양 내돌기). 눈은 다른 후르디아류에 비해 비교적 앞쪽에 놓여있다. 원래 전방부속지의 자루 부위로 추정되는 측면 구조물의 흔적이 있으며, 이는 다른 방사치류에서 볼 수 있듯이 오히려 P-요소(옆경판)에 해당할지도 모른다. 머리와 몸통('목')의 경계는 넓고 아랫쪽으로 튀어나온 한 쌍의 길다란 지느러미가 있다. 몸통은 부드러운 윗큐티클로 보이는 12개의 몸마디로 구성되어 있다.(처음에는 단단한 등판 정도로 여겨졌다) 앞선 10개의 마디에 홈이 있는 여러 쌍의 구조물을 가지고 있어 초기에 이분지성 밑지느러미로 여겨졌으나, 이후 다른 방사치류(예: 리라라팍스)의 조사에 따르면 오히려 강모깃(방사치류의 등아가미와 같은 구조)와 지느러미 근육에 해당될 수 있다고 한다. 11번째 마디에는 짧고 둥근 지느러미 한 쌍이 달린다. 마지막 마디에는 부속지가 없으며 그 끝에 길고 가시 같은 꼬리가시가 달린다. 꼬리가시 바로 앞에는 밑항문이 위치한다.

## 생태
소화관에 보존된 내용물은 다른 육식성 절지동물들의 그것과 비슷하며, 이 생활방식은 전방부속지 및 눈 크기에 따른 포식성 본능으로 뒷받침된다. 스킨데르하네스는 머리에 달린 길다란 지느러미로 추진하며 방향을 틀 때에 제11마디에 달린 짧은 지느러미를 사용하는 유영동물이었을 것이다. 이 지느러미는 아마도 옆구리에 난 엽들을 사용하여 수영한 캄브리아기 방사치류의 옆지느러미에서 유래한 것으로 추정되지만, 스킨데르하네스에서 볼 수 있는 분화기관은 없었다.

## 계통 분류
가능성 있는 데본기 초기의 방사치류로서, 스킨데르하네스의 발견은 이제까지 밝혀진 방사치목의 범위를 확장하는 데 중요한 역할을 했다. 왜냐하면 가장 근래에 밝혀진 방사치류는 최소 6600만 년 전 오르도비스기 초기 지층에서 발견되었기 때문이다. 이는 예외적으로 보존된 화석 지평선이 광물화되지 않은 형태를 관찰할 수 있는 유일한 기회일 수 있기 때문에 훈스뤼크 점판암층와 같은 라거슈테테의 유용성을 강조했다.
스킨데르하네스의 발견은 초기 절지동물 분류에 대한 새로운 가설을 제기하기도 했다. 한 분류 체계는 진절지동물과 유사한 것으로 해석되는 특징들(예: 단단해진 등판, 이분지성 다리)을 기반으로 다른 방사치류 대신 진절지동물 ([왕관군])에 스킨데르하네스를 자매군으로 둔다. 이는 진절지동물 계통이 방사치류의 측계통군에서 진화했음을 의미하며, '대협지' 를 가진 초기 절지동물 무리는 본래의 무리가 아니며, 절지동물의 이분지성 다리가 방사치류의 옆지느러미와 아가미의 융합을 통해 발생했을 수도 있다는 것을 의미한다. 그러나 이 시나리오는 이후 연구들에 의해 도전을 받았는데, 그 이유는 추정되는 진절지동물을 닮은 특징들이 다소 방사치류와 닮은 특징들(예: 부드러운 몸통 큐티클, 강모깃 및 짝을 이룬 지느러미 근육)일 가능성이 제기되었기 때문이다. 방사치목에 초점을 둔 계통 분석에서도 스킨데르하네스를 연거푸 방사치류의 후르디아과로 배치시킨다.
일부 연구자들은 후르디아류가 아닌지 의문을 제기하며 분류 정체성에 대해 회의적인 태도를 유지하고 있다. 2021년 주 교수와 동료들은 전방부속지가 방사치류와 유사하지만 스킨데르하네스의 몸통 해부구조는 전형적인 방사치류 체형과 크게 다르며, 이는 중간 형태가 발견되기 전에 후르디아류로의 할당에 의문을 제기해야 함을 보여준다고 주장했다. 2023년, 포틴과 데일리는 오르도비스기 초기의 확정된 근래 발견된 방사치류와의 큰 시간 차이로 인해 후르디아과 내에서의 입지가 불확실하다고 생각하였다.